# Rungia
Rungia, biljni rod iz porodice primogovki smješten u tribus Justicieae, dio potporodice Acanthoideae. Sastoji se od 85 vrsta iz tropske i suptropske Azije, tropske Afrike  i juga Arapskog poluotoka. Tipična vrsta nije označena. Opisan je u Plantae Asiaticae Rariores 3: 77, 109. 1832. 

## Etimologija
Ime roda Rungia je u čast Friedlieba Ferdinanda Rungea (1794. – 1867.), njemačkog analitičkog kemičara. 

## Opis
Biljke ležeće do uspravne, s cistolitima. Lišće peteljkasto; rub plojke lista cijeli. Cvatovi aksilarni ili završni klasovi. Čaška duboko 5-režnjevita; režnjevi jednaki ili podjednaki. Vjenčić malen; cijev bazalno cilindrična, distalno ± proširena; obrub s 2 usne; donja usna raširena, 3-režnjevita; gornja usna uspravna, rugula (stilarna brazda) prisutna, rub cijeli do urezan; režnjevi koji se penju kohlearno u pupoljku. Prašnika 2, uvučena u grlo vjenčića; prašnici 2-tekusni; teke podjednake veličine, nadovezuju se, donja je bijela na bazi ostrugana. Jajnik s 2 ovula po lokulusu; stigma cijela ili malo 2-rascijepljena. Čahura s kratkom peteljkom, jajolika ili duguljasta, s 4 sjemenke; prisutna retinakula; septa (s pričvršćenom retinakulom) koja se odvaja od unutarnje stijenke zrele kapsule. Sjemenke stisnute, bradavičaste, bez trihoma.

## Vrste
1. Rungia adnata (J.B.Imlay) B. Hansen
2. Rungia anamalayana (Chandrab. & V.Chandras.) Nazarudeen & G.Rajkumar
3. Rungia apiculata Bedd.
4. Rungia axilliflora H.S.Lo
5. Rungia beddomei C.B.Clarke
6. Rungia bisaccata D.Fang & H. S.Lo
7. Rungia blumeana Valeton
8. Rungia brandisii C.B.Clarke
9. Rungia burmanica (C.B.Clarke) B.Hansen
10. Rungia caespitosa Lindau
11. Rungia camerunensis Champl.
12. Rungia chamaedryoides Bremek.
13. Rungia chinensis Benth.
14. Rungia clauda (Benoist) B.Hansen
15. Rungia congoensis C.B.Clarke
16. Rungia crenata T.Anderson
17. Rungia daklakensis D.V.Hai, Y.F.Deng & Joongku Lee
18. Rungia densiflora H.S.Lo
19. Rungia dimorpha S.Moore
20. Rungia diversibracteata J.B.Imlay
21. Rungia diversiformis Nees
22. Rungia eberhardtii (Benoist) B.Hansen
23. Rungia elegans Wall. ex Dalzell & A.Gibson
24. Rungia eriostachya Hua
25. Rungia evrardii Benoist
26. Rungia fangdingiana Z.L.Lin, Y.F.Deng & Y.H.Tan
27. Rungia flaviflora Z.L.Lin & Y.F.Deng
28. Rungia gialaiensis D.V.Hai, Z.L.Lin & Joongku Lee
29. Rungia guangxiensis H.S.Lo & D.Fang
30. Rungia heterophylla Bremek.
31. Rungia himalayensis C.B.Clarke
32. Rungia hirpex Benoist
33. Rungia incompta Bremek.
34. Rungia khasiana T.Anderson
35. Rungia khoii D.V.Hai, Y.F.Deng & Joongku Lee
36. Rungia klossii S.Moore
37. Rungia laeta C.B.Clarke
38. Rungia latior Nees
39. Rungia lepida C.B.Clarke
40. Rungia letestui Benoist
41. Rungia linifolia (B. Heyne) Nees
42. Rungia longifolia Nees
43. Rungia longipes D.Fang & H.S.Lo
44. Rungia longistachya Basil Paul & Murugan
45. Rungia maculata Craib
46. Rungia mastersii T.Anderson
47. Rungia membranacea Merr.
48. Rungia mina H.S.Lo
49. Rungia minutiflora C.B.Clarke
50. Rungia monetaria (Benoist) B.Hansen
51. Rungia naoensis B.Hansen
52. Rungia napoensis D.Fang & H.S.Lo
53. Rungia oligoneura (J.B.Imlay) B.Hansen
54. Rungia parviflora (Retz.) Nees
55. Rungia paxiana (Lindau) C.B.Clarke
56. Rungia pectinata (L.) Nees
57. Rungia philippinensis C.B.Clarke
58. Rungia pierrei Benoist
59. Rungia pinpienensis H.S.Lo
60. Rungia podostachya Bremek.
61. Rungia polyneura (J.B.Imlay) Rueangs.
62. Rungia punduana Wall. ex Nees
63. Rungia pungens D.Fang & H.S.Lo
64. Rungia purpurascens (Ridl.) B.Hansen
65. Rungia repens (L.) Nees
66. Rungia rivicola Craib
67. Rungia rungiodes (Kuntze) Backeb.
68. Rungia salaccensis Valeton
69. Rungia saranganensis Bremek.
70. Rungia schliebenii Mildbr.
71. Rungia selangorensis (C.B.Clarke) B.Hansen
72. Rungia silvatica Hochr.
73. Rungia sinothailandica Z.L.Lin & Y.F.Deng
74. Rungia sisparensis (Benth.) T.Anderson
75. Rungia smeruensis Bremek.
76. Rungia stolonifera C.B.Clarke
77. Rungia subtilifolia (J.B.Imlay) B.Hansen
78. Rungia sumatrana Miq.
79. Rungia taiwanensis T.Yamaz.
80. Rungia tenuissima J.B.Imlay
81. Rungia tonkinensis Benoist
82. Rungia tristichantha Bremek.
83. Rungia vegeta (Ridl.) B.Hansen
84. Rungia wightiana Wall. ex Nees
85. Rungia yunnanensis H.S.Lo